# نور واراگاوانک
نور واراگاوانک (ارمنی: Նոր Վարագավանք; انگلیسی: Nor Varagavank) یک صومعه حواری ارمنی واقع در نزدیکی واراگاوان، در استان تاووش، ارمنستان می‌باشد. ساخت و ساز این ساختمان بین سده‌های ۱۲ام و ۱۴ام میلادی؛ به پایان رسید. این بنا به سبک ارمنی طراحی شده‌است.

## نگارخانه

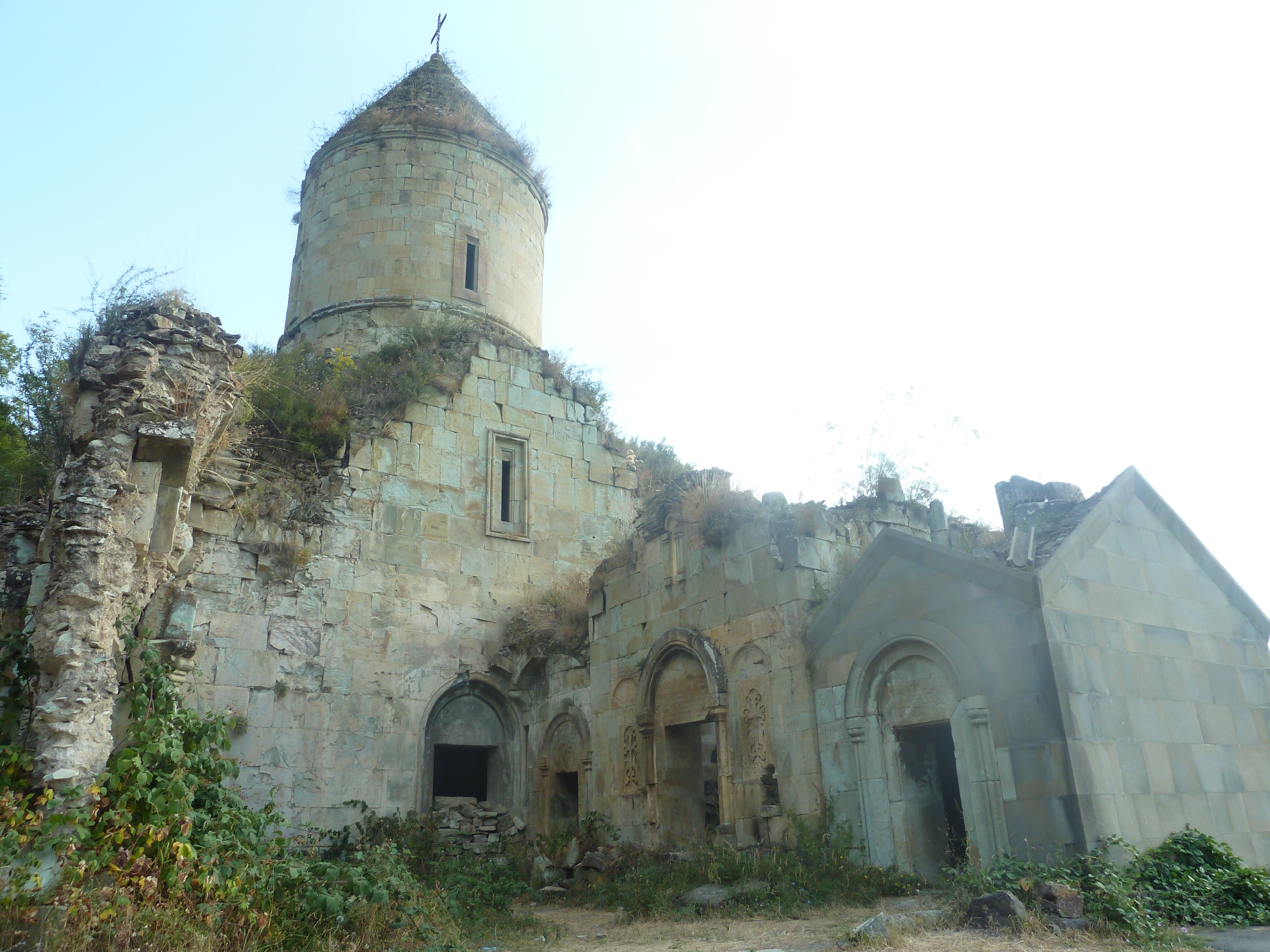
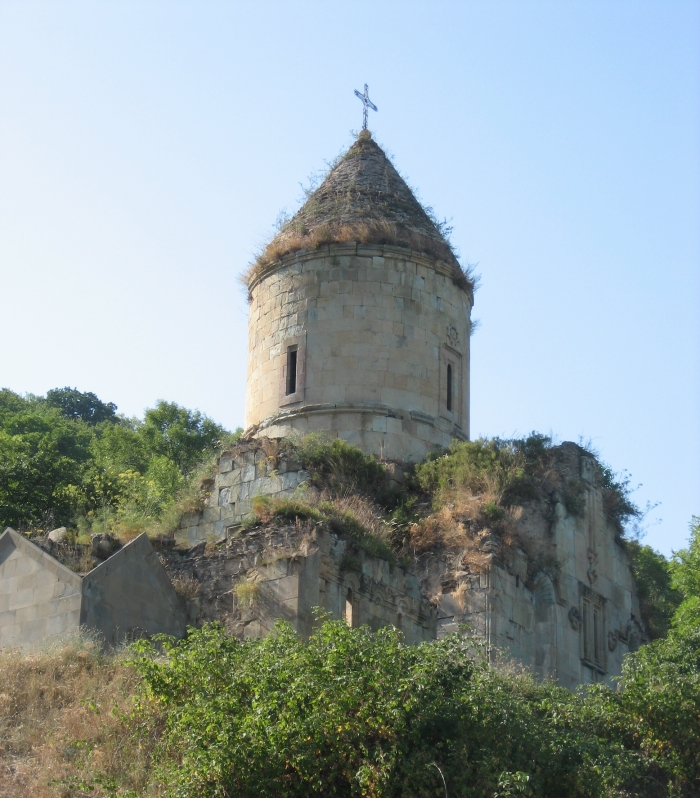
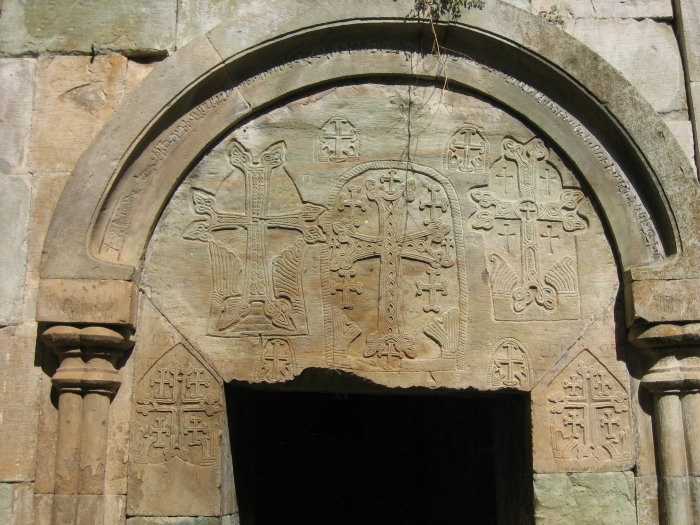
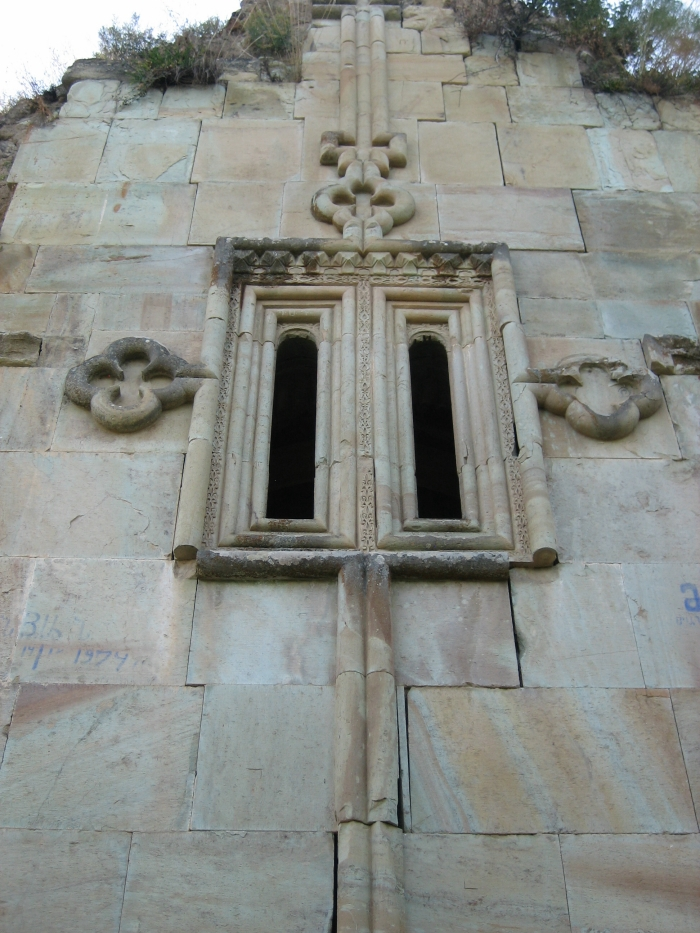
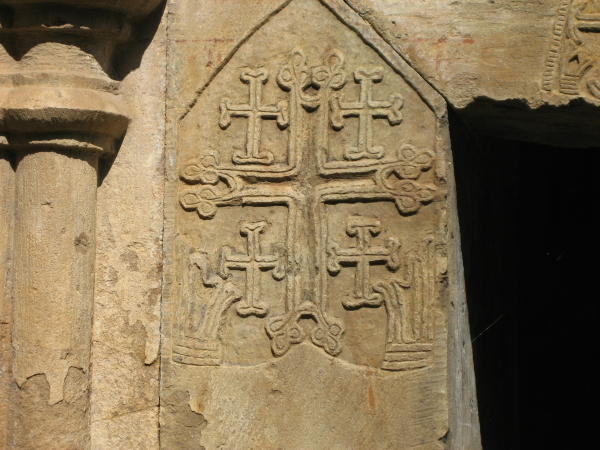